# العريف (إب)

تعديل مصدري - تعديل

العريف محلة تابعة لقرية شذبان، التابعة لعزلة المقاطن بمديرية إب إحدى مديريات محافظة إب في الجمهورية اليمنية.، بلغ تعداد سكانها 99 حسب تعداد اليمن لعام 2004.

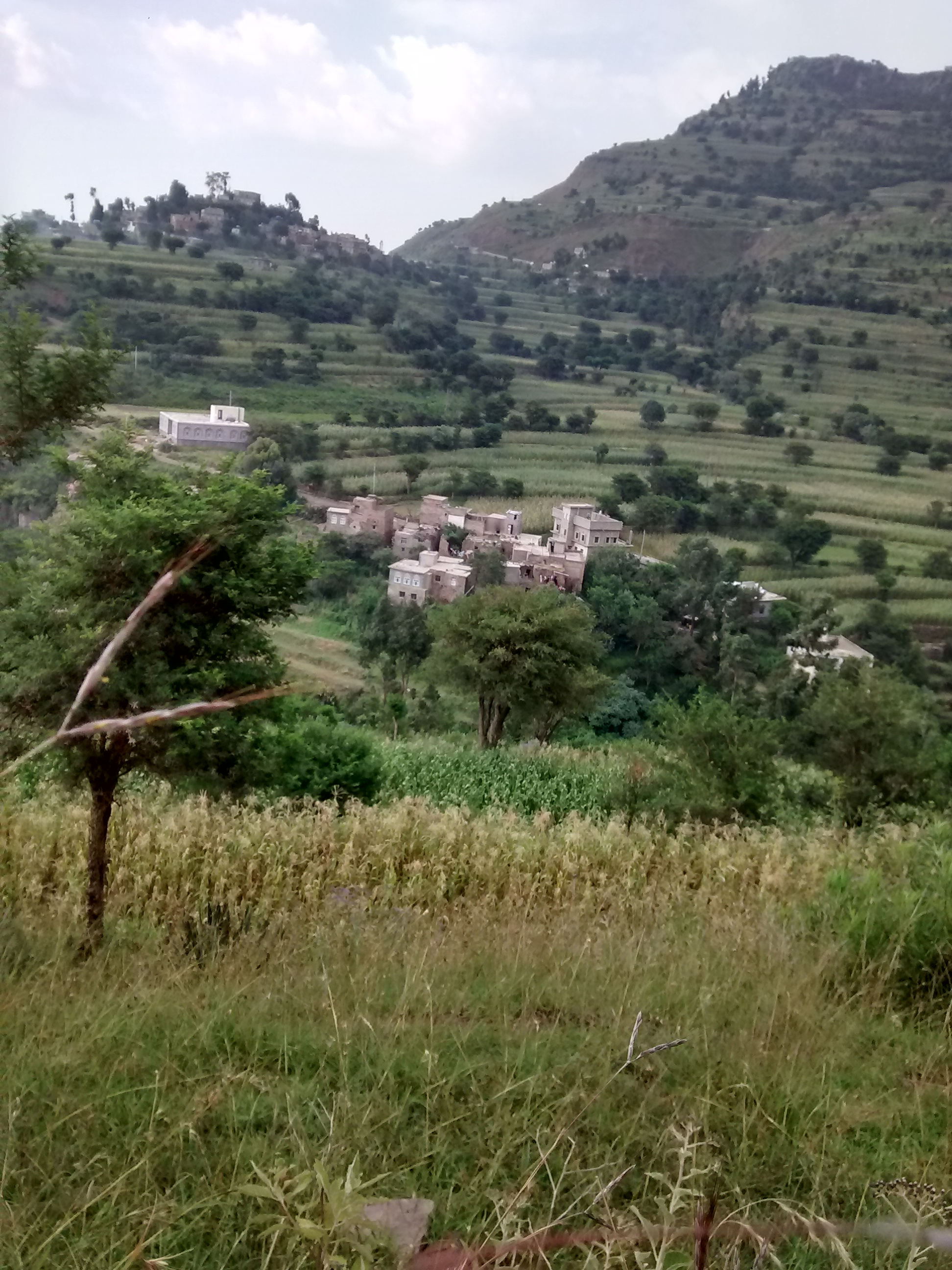
منظر ل محلة العريف وتظهر في الصورة قرية شذبان